# 余文炎
余文炎（1937年—），男，广东台山人，中国光学专家，曾任中国科学院上海光学精密机械研究所研究员、博士生导师。